# Rivoluzione messicana
La Rivoluzione messicana è stata un'estesa serie di conflitti armati avvenuti in Messico dal 1910 al 1920. Definita come l'evento distintivo della storia messicana moderna, portò alla distruzione dell'Esercito federale e alla sua sostituzione con un esercito rivoluzionario, nonché alla trasformazione della cultura e del governo. La fazione settentrionale, costituzionalista, ebbe la meglio sul campo di battaglia e diede forma alla bozza dell'attuale Costituzione del Messico, con lo scopo di creare un governo centrale forte. I generali della rivoluzione tennero il potere dal 1920 al 1940. Il conflitto rivoluzionario era primariamente una guerra civile, ma potenze estere, aventi importanti interessi in Messico di natura economica e strategica, giocarono un ruolo nell'esito delle lotte di potere: il coinvolgimento degli Stati Uniti fu ad esempio particolarmente significativo. Il conflitto nel suo complesso portò alla morte di circa due milioni di persone, perlopiù combattenti.
Sebbene il trentennale regime del presidente Porfirio Díaz, noto come il porfiriato (1876-1911), fosse sempre più impopolare, nel 1910 non c'era alcun'avvisaglia dell'imminente scoppio di una rivoluzione. L'ormai invecchiato Díaz non riuscì a trovare una soluzione per controllare la sua successione, che quindi risultò in una lotta di potere tra la classe dirigente e le classi medie, accaduta in un periodo di forti disordini da parte dei lavoratori, esemplificati dagli scioperi di Cananea e Río Blanco. Quando il ricco proprietario terriero settentrionale Francisco Madero sfidò Díaz nell'elezione presidenziale del 1910 e Díaz lo fece imprigionare, Madero invocò un'insurrezione armata contro Díaz nel piano di San Luis Potosí. Dapprima le ribellioni scoppiarono nel Morelos, e poi in misura molto maggiore nel Messico settentrionale. L'Esercito federale fu incapace di sopprimere le diffuse rivolte, dimostrando la debolezza della classe militare e incoraggiando i ribelli. Quando nel maggio 1911 Díaz si dimise e andò in esilio, fu istituito un governo ad interim fino a quando potessero tenersi le elezioni. Con l'Esercito federale trattenuto e le forze rivoluzionarie demobilizzate, la prima fase della Rivoluzione terminò risultando relativamente breve e incruenta.
Madero fu eletto presidente e prese l'incarico nel novembre 1911. Immediatamente affrontò la rivolta armata di Emiliano Zapata nel Morelos, dove i contadini pretendevano azioni rapide in merito a una riforma agraria. Politicamente inesperto, il governo di Madero era fragile, così scoppiarono altre ribellioni regionali. Nel febbraio 1913, importanti generali dell'esercito del regime di Díaz inscenarono un colpo di stato a Città del Messico, costringendo alla dimissione Madero e il vicepresidente Pino Suárez. Giorni dopo, entrambi furono uccisi per ordine del nuovo presidente, Victoriano Huerta. Questo diede il via a una nuova e sanguinosa fase della Rivoluzione: mentre una coalizione settentrionale era opposta al regime contro-rivoluzionario di Huerta, si unì al conflitto l'esercito costituzionalista guidato dal governatore del Coahuila Venustiano Carranza. Le forze di Zapata proseguirono la loro ribellione armata nel Morelos. Il regime di Huerta durò dal febbraio 1913 al luglio 1914, e vide la sconfitta dell'Esercito federale da parte delle armate rivoluzionarie. In seguito queste ultime combatterono tra loro, con la vittoria della fazione costituzionalista di Carranza ai danni del precedente alleato Francisco "Pancho" Villa nell'estate del 1915.
Carranza consolidò il potere, e nel febbraio 1917 venne promulgata una nuova costituzione. La Costituzione del 1917 stabiliva il suffragio maschile universale, promuoveva il secolarismo, i diritti dei lavoratori, il nazionalismo economico e le riforme territoriali, nonché potenziava l'influenza del governo federale. Diventato presidente nel 1917, Carranza rimase al potere per un mandato fino al 1920. Tentò di imporre un successore civile provocando la ribellione dei generali rivoluzionari del nord. In seguito Carranza fuggì da Città del Messico e fu ucciso. Dal 1920 al 1940, il potere fu in mano ai generali della rivoluzione, in un periodo in cui il potere statale divenne più centralizzato e furono messe in atto riforme rivoluzionarie, portando le forze armate sotto il controllo del governo civile.
La Rivoluzione fu una guerra civile decennale, che vide una nuova classe politica guadagnare potere e credibilità grazie al suo coinvolgimento nel conflitto. Il partito politico che ne derivò, che sarebbe poi divento il Partito Rivoluzionario Istituzionale, governò il Messico fino all'elezione presidenziale del 2000. Persino il vincitore di quell'elezione, il conservatore Vicente Fox, sostenne che la sua elezione discendeva dall'elezione democratica di Francisco Madero del 1910, rivendicando così il lascito e la legittimità della Rivoluzione.

## Sinossi storica

### I prodromi e la sollevazione contro Porfirio Díaz

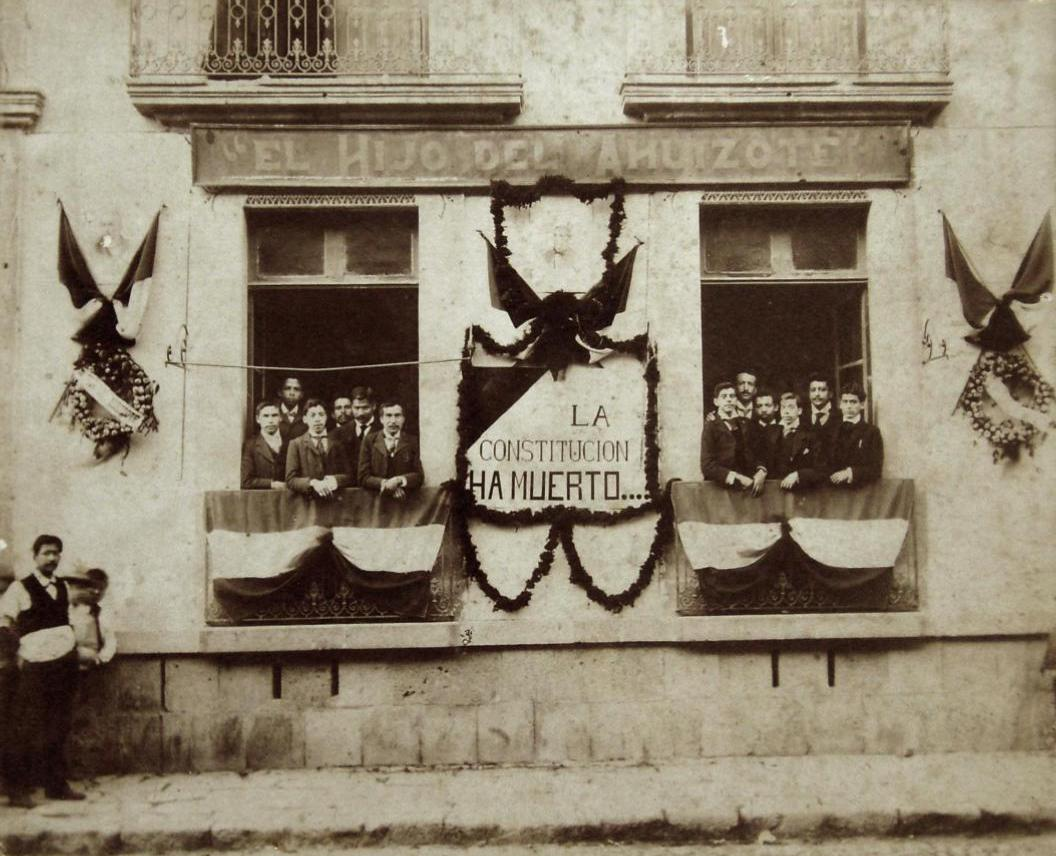
Protesta negli uffici del giornale antiporfirista El hijo de El Ahuizote nel 1903.

Già dall'inizio del mandato di Porfirio Díaz - durante il cosiddetto porfiriato - si ebbero numerose sollevazioni popolari appoggiate da coloro che appartenevano all'antico regime liberale, come Sebastián Lerdo de Tejada. Alla fine del XIX secolo si ebbero diversi tumulti. Le principali sollevazioni furono condotte da:
- 1876: Mariano Escobedo
- 1877: Pedro Valdés
- 1878: Lorenzo Hernández, Javier Espino
- 1879: Miguel Negrete, Manuel Carreón, Francisco A. Nava, José del Río

Queste sollevazioni erano però di tipo militare, i cui capi puntavano unicamente al potere, senza alcuna ideologia di cambiamento sociale. Fu solo nel 1900 che in Messico sorsero i cosiddetti "Club Liberali", luoghi nei quali si riunivano uomini politici di tradizione liberale e giacobina. Nel 1901 si svolse il Congresso Liberale a San Luis Potosí, promosso da Camilo Arriaga, e durante il 1902 e il 1903 iniziarono a svolgersi molteplici proteste contro la rielezione del presidente Díaz, il quale rispose alle manifestazioni con l'uso indiscriminato della forza.
L'azione più significativa contro Díaz avvenne durante la protesta negli uffici del giornale El hijo de El Ahuizote. Le libertà di stampa e di assemblea, garantite nella Costituzione del 1857vennero soppresse, e inoltre, con continue concessioni a imprese straniere, vennero ulteriormente aggravate le condizioni di povertà dei contadini e degli operai messicani, a favore dei latifondisti, del capitale straniero, del clero e di un gruppo di politicanti e di militari che saccheggiavano a piene mani le casse dello stato. Un gruppo di liberali, tra cui i Fratelli Flores Magón, compresero che Díaz non avrebbe mai lasciato la presidenza attraverso una sconfitta elettorale. Per questo motivo, una volta usciti dalla prigione nel 1904, si autoesiliarono negli Stati Uniti. Già allora si notavano quindi due tendenze: una che proponeva di riformare solo le strutture politiche e un'altra che cercava la rivoluzione sociale.
Il 1906 fu un anno chiave per la storia del Messico, visto che in quel periodo iniziarono a organizzarsi le prime insurrezioni promosse dal PLM (Partito Liberale Messicano) contro la dittatura di Porfirio Díaz. Il 16 settembre del 1906 (anniversario dell'indipendenza del Messico) il PLM aveva programmato l'inizio della rivoluzione, tuttavia la sollevazione fu scoperta dalla polizia del regime e da quella statunitense. Anche se la sollevazione armata fu rinviata, in quell'anno ci furono alcuni eventi che successivamente sono stati riconosciuti come i precursori della sollevazione del 1910:
- 1º giugno: Sciopero della Cananea a Sonora contro la "Cananea Consolidated Copper Company" repressa nel sangue con un conto finale di 23 morti e 22 feriti, più di 50 detenuti e centinaia di licenziati;
- 1º luglio: programma del Partito Liberale Messicano diffuso dal giornale Regeneracion;
- 30 settembre: ribellione di Acayucan.

Sin dall'inizio del secolo, la situazione politica del Messico subì una svolta importante: molti messicani consideravano necessaria una partecipazione del popolo nella vita politica del paese e pensavano che fossero necessarie e urgenti grandi riforme sociali in tutto il paese. Nel campo culturale, si distinse l'Ateneo della Gioventù, che a partire dal 1908 iniziò una campagna critica contro il positivismo educativo che era stato imposto sin dai tempi di Benito Juárez e sul quale il porfiriato basava la sua dottrina. L'ateneo si ribellò anche contro tutto quello che pensava fosse limitativo nei confronti della crescita umana del popolo. Nell'ateneo militarono uomini della generazione precedente come i poeti Luis G. Urbina ed Enrique González Martínez, e anche della nuova generazione: Antonio Caso, José Vasconcelos, Pedro Henríquez Ureña, Alfonso Reyes, Julio Torri, Jesús T. Acevedo, Alfonso Cravioto e Ricardo Gómez Robelo.

### L'insurrezione maderista
Dopo che Francisco Madero perse le elezioni presidenziali in Messico del 1910 contro il dittatore Porfirio Díaz, lo stesso Madero e altri uomini del partito liberale fuggirono negli Stati Uniti e redassero quello che è conosciuto come il Piano di San Luis Potosí. Questo documento, che prende il nome dalla città di San Luis Potosí, dichiarava che le elezioni erano nulle e invitava la popolazione a prendere le armi contro il governo del dittatore.

Banconota emessa dallo Stato di Chihuauaha nel 1914

Il 20 novembre 1910 Madero riattraversò il confine con il Messico e diede inizio all'insurrezione armata contro il Porfiriato, culminata con la presa di Ciudad Juárez il 10 maggio 1911. Questa prima fase della rivoluzione messicana prende il nome di "Insurrezione maderista", essendo lanciata e capeggiata proprio da lui. Alla fine di novembre dello stesso anno scoppiarono numerose insurrezioni in tutto il paese, ciascuna con un proprio "piano", guidate da Aquiles Serdán, Pancho Villa, Emiliano Zapata e, successivamente, da Venustiano Carranza e Álvaro Obregón. "Maderisti" si chiamarono inizialmente tutti coloro che, in nome del suo Piano de San Luis Potosí, cominciarono a combattere più o meno ai suoi ordini diretti, anche se dopo la sua morte si ritrovarono su posizioni differenti o addirittura ostili.
Volontari accorsero da tutto il mondo per combattere questa nuova rivoluzione, che sembrava esprimere il mito della lotta di classe dei poveri contro i ricchi, come pure quella dei liberali contro le dittature ad personam. Molti dei volontari erano statunitensi, disoccupati, banditi, avventurieri, idealisti, pistoleri nostalgici del vecchio Far West oramai tramontato, sia per spirito altruista e sentimenti di libertà (aiutare i poveri messicani a rovesciare il Porfiriato), sia per la speranza di arricchirsi o accaparrarsi fortune e posti di comando. Tra questi il più famoso in questo periodo fu Oscar Creighton. Gli scontri armati videro anche l'ingresso di un nuovo "attore" sui campi di battaglia, il fucile Mondragón progettato nel 1907 dal generale Manuel Mondragón, primo fucile semiautomatico a essere adottato da un esercito.
Queste le principali bande armate che combattevano contro l'esercito federale messicano di Díaz:
- La División del Norte - inizialmente di Madero (e poi di Huerta), dal 1913 di Pancho Villa;
- I ribelli di Pascual Orozco;
- L'Esercito di Liberazione del Sud di Zapata;
- La Confederazione dei Gruppi dell'Esercito Liberale, i gruppi armati comandati principalmente da José María Leyva del Partito Liberale Messicano, a sua volta guidato principalmente da Ricardo Flores Magón;
- I ribelli di Ambrosio Figueroa.

### La guerra di confine con gli USA e la "guerra delle fazioni"
Intanto all'inizio della rivoluzione messicana l'Esercito degli Stati Uniti fu posto a presidiare la frontiera per combattere le incursioni di ribelli e federali messicani che compivano saccheggi in territorio statunitense. Il conflitto iniziato dagli statunitensi non era solo diretto a sconfiggere le forze di Pancho Villa (i Villisti), ma anche quelle Maderiste, Carranziste, Costituzionaliste, ostili o affiliate al governo messicano a seconda di chi si alternava al potere durante la Rivoluzione.
Parallelamente tra il 1914 ed il 1920 e sino alla fine della rivoluzione diverse parti in campo si affrontarono nella guerra delle fazioni, durante la quale avvenne il consolidamento del potere dei "costituzionalisti", il gruppo politico e militare guidato da Venustiano Carranza e Álvaro Obregón, a seguito della rivoluzione costituzionalista messicana.

### La ribellione di Agua Prieta, l'uccisione di Carranza e la fine
Sebbene Porfirio Díaz fosse stato poi rovesciato e costretto all'esilio in meno di un anno, l'ambizione personale dei diversi capi rivoluzionari causò guerre che si protrassero a lungo. Il nuovo presidente Madero non ricevette l'appoggio dei suoi vecchi alleati (i quali sostenevano che gli obiettivi della rivoluzione non erano stati raggiunti, e che lo stesso Madero mantenesse sostanzialmente una struttura di potere simile alla precedente in aggiunta alle mancate riforme agrarie e sociali promesse) e provocò due nuove insurrezioni guidate rispettivamente da Pascual Orozco e Emiliano Zapata.
Madero a questo punto designò il generale Victoriano Huerta come capo delle forze armate per combattere la rivolta di Orozco, ma questi lo fece incarcerare e assassinare, insieme al suo fedele Vicepresidente José María Pino Suárez, nel febbraio 1913, attuando così un contro-colpo di Stato conservatore passato alla storia come Decena Tragica. Huerta, ex collaboratore di Porfirio Díaz, appoggiato dagli Stati Uniti, prese così il potere instaurando una feroce dittatura che mantenne fino al 1914 quando fu destituito e costretto all'esilio, con l'accusa dell'omicidio di Madero.
Seguirono anni di violenti conflitti caratterizzati dagli assassini dei diversi eroi rivoluzionari (Obregón uccise Carranza, il quale a sua volta aveva ucciso Zapata). Si arrivò a un periodo di pace solo negli anni trenta dopo la fondazione del Partito Nazionalista Messicano (PNM) che divenne in seguito Partito Rivoluzionario Istituzionale (PRI) da parte di Plutarco Elías Calles, che divenne presidente. Il PNM riuscì a convincere la maggior parte dei restanti generali a unire le proprie armate e creare l'esercito messicano, la cui costituzione è considerata come la vera fine della rivoluzione messicana.

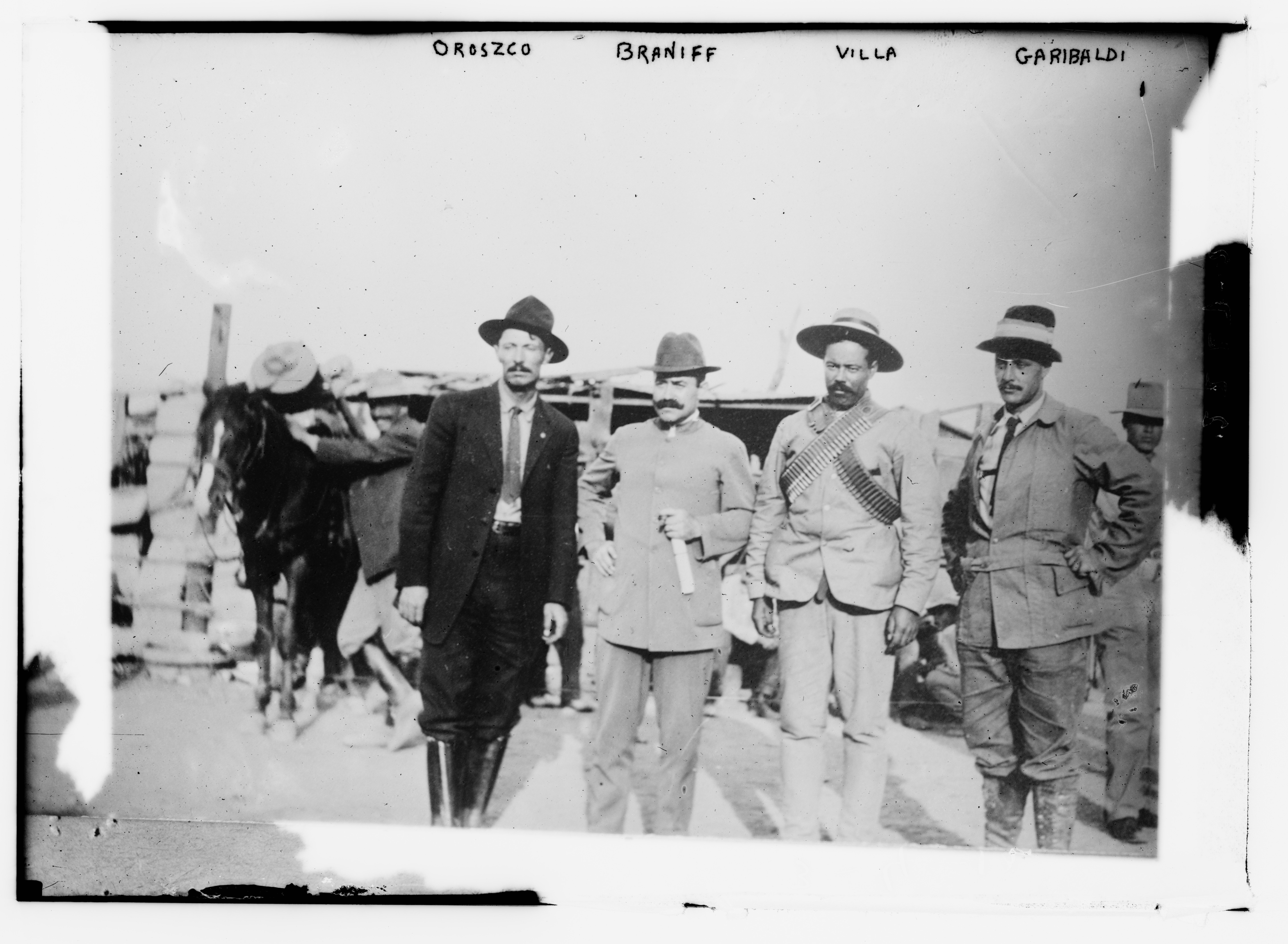
Da sinistra: il generale Pascual Orozco e i suoi colonnelli Oscar Braniff Ricard, Pancho Villa e Peppino Garibaldi, fotografati il 10 maggio 1911, dopo la presa di Ciudad Juárez.

La prima fase della rivoluzione, richiamò l'attenzione di giornalisti, combattenti e giovani in ogni parte del mondo; si può riscontrare anche un discreto apporto da parte dell'Italia, con la partecipazione alla rivoluzione da parte di personaggi come Peppino Garibaldi, nipote di Giuseppe Garibaldi, che, distinguendosi nella presa di Ciudad Juárez, si guadagnò il grado di tenente colonnello, o come il ben meno noto giovane avventuriero Amleto Vespa, che raggiunse a soli 22 anni il grado di capitano per essere stato ferito per due volte in battaglia.
In un periodo caotico nel febbraio del 1913, noto come la "Decade tragica" (in spagnolo: La Decena Trágica), Madero e il suo vicepresidente José María Pino Suárez furono costretti a dimettersi e furono assassinati. Il regime controrivoluzionario del generale Victoriano Huerta salì al potere, sostenuto dall'ambasciatore degli Stati Uniti Henry Lane Wilson, dagli interessi commerciali locali e altri sostenitori del vecchio ordine. Huerta rimase al potere fino al luglio 1914, quando fu deposto da una coalizione di diverse forze rivoluzionarie regionali. I rivoluzionari cercarono poi di raggiungere un accordo politico, fallendo (Convenzione di Aguascalientes). Nello stesso anno, il giornalista americano John Reed è corrispondente del giornale newyorkese Metropolitan al seguito dell'esercito di Pancho Villa.
La Costituzione messicana venne completata nel 1917, quando ancora la guerra era in corso. Tra le norme più significative vi fu il potere di espropriare i latifondisti per poter realizzare la riforma agraria, una rete di leggi a protezione degli operai, una limitazione dei poteri del clero nell'ambito della cosa pubblica, la sorveglianza dello stato sulle risorse del sottosuolo. Le elezioni presidenziali in Messico del 1920 si tennero il 5 settembre e videro la netta vittoria del generale Álvaro Obregón, ex comandante dell'Esercito costituzionale messicano durante la appena conclusa (almeno de iure), rivoluzione messicana, da cui era uscito vincitore indiscusso e leader della fazione costituzionalista. Dopo la ribellione di Agua Prieta, terminata con l'uccisione di Venustiano Carranza a Veracruz per ordine dello stesso Obregón, che aspirava a diventare nuovo presidente avvenuta il 21 maggio 1920 la rivoluzione terminò.

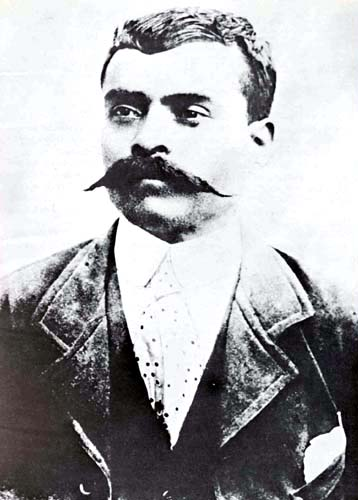
Emiliano Zapata, leader degli zapatisti e figura di spicco della rivoluzione

## Le fasi
Durò un decennio, fino al 1920 circa, ed ebbe diverse fasi distinte. Nel corso del tempo, la Rivoluzione cambiò da una rivolta contro l'ordine stabilito sotto Díaz a una guerra civile su più fronti in particolari regioni, con frequenti lotte di potere tra le fazioni. Un importante risultato della Rivoluzione fu lo scioglimento dell'Esercito federale messicano nel 1914, che Francisco Madero aveva mantenuto intatto quando era stato eletto nel 1911 e che Huerta aveva usato per cacciare Madero. Le forze rivoluzionarie unificate contro il regime reazionario di Huerta sconfissero le forze federali. Anche se il conflitto fu principalmente una guerra civile, le potenze straniere che avevano importanti interessi economici e strategici in Messico figurarono nel risultato delle lotte di potere della nazione. Gli Stati Uniti ebbero un ruolo particolarmente significativo. Sulla popolazione messicana di 15 milioni, le perdite furono elevate, ma le stime numeriche variano molto. Forse morirono 1,5 milioni di persone e quasi 200 000 rifugiati fuggirono all'estero, soprattutto negli Stati Uniti.
Molti studiosi considerano la promulgazione della Costituzione messicana del 1917 (spagnolo: Constitucion de 1917) come il punto finale del conflitto armato. Il periodo che va dal 1920 al 1940 è spesso considerato una fase della Rivoluzione, poiché il potere del governo fu consolidato, il clero e le istituzioni cattoliche furono attaccati (soprattutto negli anni '20) e fu implementata la Costituzione del 1917. Essa si divide convenzionalmente in sei fasi:
- 1. La rivoluzione maderista (1910-1911): La campagna per il rovesciamento di Porfirio Díaz da parte dei ribelli guidati da Francisco Madero;
- 2. La presidenza di Francisco Madero (1911-1913): Lo scoppio delle ostilità tra le fazioni ribelli (ribellioni di Pascual Orozco e Emiliano Zapata) e il colpo di Stato del generale Victoriano Huerta;
- 3. La presidenza di Victoriano Huerta e la nuova rivoluzione costituzionalista (1913-1914) portata avanti dai sostenitori del Piano di Guadalupe;
- 4. La brevissima parentesi della Convenzione di Aguascalientes (1914) per dare finalmente al Messico un governo democratico;
- 5. La guerra delle fazioni (1914-1920): La lunga e sanguinosissima guerra civile tra Costituzionalisti e Convenzionalisti (Pancho Villa e Emiliano Zapata) per la presa del potere dei primi;
- 6. La Ribellione di Agua Prieta (1920): Il rovesciamento di Venustiano Carranza da parte dei sostenitori del Piano di Agua Prieta e la presa del potere del generale Álvaro Obregón e dei membri della Dinastia Sonora.

A queste si aggiungono alcune sollevazioni avvenute durante gli anni '20, come la ribellione delahuertista, la guerra cristera e la ribellione escobarista.

## Le violenze contro i religiosi
Nel periodo rivoluzionario vi fu anche una violenta persecuzione scatenata contro i cattolici: nel solo 1915 vennero assassinati 160 sacerdoti. Nel 1921 un attentatore tentò di distruggere il mantello con l'immagine della Madonna di Guadalupe, conservato nell'omonimo santuario. La bomba, nascosta in un mazzo di fiori deposto vicino all'altare, produsse gravi danni alla basilica, ma il mantello rimase intatto.
Nel 1926 il presidente Plutarco Elías Calles, dopo aver tentato di dar vita a una Chiesa nazionale separata da Roma, ordinò che si desse piena attuazione alle norme maggiormente repressive contenute nella Costituzione promulgata nel 1917 e mai davvero applicate prima di allora: tra esse vi erano la chiusura delle scuole cattoliche e dei seminari, l'esproprio delle chiese, lo scioglimento di tutti gli ordini religiosi, l'espulsione dei sacerdoti stranieri e l'imposizione di un "numero chiuso" per quelli messicani, che avevano l'obbligo di obbedire alle autorità civili, il divieto di utilizzare espressioni come: «Se Dio vuole», «a Dio piacendo», il divieto per i presbiteri di portare l'abito talare. In alcuni stati si tentò perfino di costringerli a prendere moglie.
Calles, inoltre, impose agli impiegati cattolici di scegliere tra la rinuncia alla propria fede o la perdita del posto di lavoro. In seguito all'applicazione di queste leggi, si registrarono in tutto il Paese attacchi ai fedeli che uscivano da Messa e disordini durante le processioni religiose.
I cattolici messicani, di concerto con il Vaticano, risposero inizialmente con iniziative di protesta non violente, tra le quali il boicottaggio di tutti i prodotti di fabbricazione statale (ad esempio il consumo di tabacchi crollò del 74%) e dei mezzi pubblici, la presentazione di una petizione che raccolse 2 milioni di firme (su 15 milioni di abitanti) e l'istituzione di una Lega nazionale di difesa della libertà religiosa. Il governo non diede alcuna risposta e la Chiesa decise infine di compiere un estremo gesto simbolico: la sospensione totale del culto pubblico. A partire dal 1º agosto 1926, in tutto il Messico non si sarebbe più celebrata la Messa né i sacramenti, se non clandestinamente.
Subito dopo, scoppiarono focolai di rivolta armata in tutto il paese. L'esercito, accompagnato da milizie irregolari, tentò di reprimerli, ma si trovò di fronte a formazioni che praticavano la guerriglia e si nascondevano, protette dalla popolazione che sosteneva sempre più la rivolta tanto che nel 1927 si formò un vero e proprio esercito popolare composto da giovani, contadini e operai, studenti e impiegati, forte di 12000 uomini, che aumentarono fino a 25000 nel 1928 e raggiunsero il numero di 50000 nel 1929, al comando del generale Enrique Gorostieta Velarde.
Tra il 1927 e il 1929, tutti i tentativi di schiacciare la ribellione fallirono; gli insorti anzi presero il controllo di vaste zone nel sud del paese. Sempre nel 1927 il generale Gonzales, comandante delle truppe della regione di Michoacán, emise questo decreto in data 23 dicembre: «Chiunque farà battezzare i propri figli, o farà matrimonio religioso, o si confesserà, sarà trattato da ribelle e fucilato». Gli aiuti che giungevano agli insorti provenivano da reti di soccorso create dalle famiglie, da organizzazioni e confraternite.
La Chiesa messicana e la Santa Sede, tuttavia, non diedero mai il loro aperto sostegno alla ribellione (il che non impedì al governo di giustiziare anche numerosi sacerdoti che non ne facevano parte) e i vescovi messicani agirono per giungere ad una soluzione pacifica, lasciando intendere di essere disposti a tutto pur di mettere fine al conflitto. Il 21 giugno 1929 furono così firmati gli Arreglos (accordi), che prevedevano l'immediato cessate il fuoco, il disarmo degli insorti e l'immunità (che però non fu rispettata) per gli insorti. I termini dell'accordo, mediati (o piuttosto imposti) dall'ambasciatore degli Stati Uniti, erano però estremamente sfavorevoli alla Chiesa: in pratica tutte le leggi anticattoliche rimanevano in vigore.
Questo portò ad una ripresa delle persecuzioni contro gli insorti: numerosi laici e membri del clero vennero esiliati e molti Cristeros, appena deposte le armi, furono arrestati e fucilati. Non pochi paesi che avevano dato loro ospitalità vennero saccheggiati e i sacerdoti ritornati nelle loro parrocchie divennero bersagli dell'ostilità governativa. A questi episodi seguì una nuova rivolta (la Segunda), dal 1934 al 1938 anche se di tono decisamente minore rispetto alla prima. Alla fine del conflitto il numero di preti in Messico era passato da circa 4500 nel 1926 a soli 334 nel 1934.